# Hampont
Hampont (Hudingen) là một xã trong vùng Grand Est, thuộc tỉnh Moselle, quận Château-Salins, tổng Château-Salins. Tọa độ địa lý của xã là 48° 50' vĩ độ bắc, 06° 34' kinh độ đông. Hampont nằm trên độ cao trung bình là 207 mét trên mực nước biển, có điểm thấp nhất là 200 mét và điểm cao nhất là 321 mét. Xã có diện tích 11,23 km², dân số vào thời điểm 1999 là 212 người; mật độ dân số là 16 người/km².

## Thông tin nhân khẩu
| 1962 | 1968 | 1975 | 1982 | 1990 | 1999 |
| ---- | ---- | ---- | ---- | ---- | ---- |
| 238  | 240  | 226  | 228  | 223  | 212  |